# Kiemiany
Kiemiany [kʲɛˈmjanɨ] (tiếng Đức Kämmen) là một ngôi làng thuộc khu hành chính của Gmina Zalewo, thuộc hạt Iława, Warmian-Masurian Voivodeship, ở miền bắc Ba Lan. Nó nằm khoảng 7 kilômét (4 mi) phía tây nam Zalewo, 24 km (15 mi)     phía bắc Iława và 63 km (39 mi) về phía tây của thủ đô khu vực Olsztyn.